# تومي تاناكا
تومي تاناكا (بالإنجليزية: Tommy Tanaka)‏ هو سياسي أمريكي، ولد في 7 أغسطس 1940 في غوام في الولايات المتحدة. حزبياً، نشط في الحزب الجمهوري. وقد انتخب عضو الهيئة التشريعية في غوام ‏.